# 摩·沃恩
摩瑞斯·山繆爾·沃恩（英語：Maurice Samuel Vaughn，1967年12月15日—），綽號「The Hit Dog」，為前美國職棒大聯盟的一壘手。生涯曾效力過紅襪、天使與大都會等隊。沃恩生涯入選3次明星賽，並在1995年獲選為美聯年度MVP。

## 職業生涯

### 波士頓紅襪
沃恩在1991年登上大聯盟，並在1993年站穩先發位置。該年他敲出29轟與101分打點。1995年，他繳出3成打擊率，並敲出39轟與126分打點，成功拿下美聯MVP。紅襪也在這年打進季後賽，不過在分區賽輸給印地安人。
1996年，沃恩的打擊率為3成26，並敲出生涯新高的44轟與118分打點，還敲出207支安打。其中他在9月24日還敲出單場三響砲。1997年4月15日，大聯盟宣布將42號永久退休，不過沃恩是少數仍可以繼續穿上該球衣的選手之一。
1996年到1998年間，沃恩的平均打擊率為3成15，平均每年可擊出40轟與118分打點。儘管紅襪在1998年又闖進季後賽，而且沃恩也打得不錯，但還是再度輸給印地安人。
雖然沃恩的個性與他時常參與慈善活動讓她在波士頓累積不少人氣，但他和球隊高層及當地媒體有很大的不合。他時常直言不諱地透露媒體球團高層希望他趕快離開紅襪。據稱，他在一家夜總會外面打了一個人的嘴，還從某個脫衣俱樂部回家時撞爛了他的卡車，種種行為也加深了他和球團高層之間的裂痕。1998年球季結束後，沃恩與天使簽下6年8000萬美元的合約。

### 安那罕天使
1999年和2000年，沃恩都繳出平均30轟與100分打點的成績。但他在1999年的傷勢讓他缺席整個2001年賽季。2001年12月27日，天使將沃恩交易到大都會，換來凱文·埃皮爾。

### 紐約大都會
2002年的大都會大肆補強，Roger Cedeño、Jeromy Burnitz、羅伯托·阿勒瑪和沃恩的加入讓大都會的打擊火力提升許多。儘管沃恩開季打得慢熱，他依舊在4月3日敲出生涯300轟。整季他的打擊率為26轟，並敲出72分打點。
2003年，他僅出賽不到一個月就因傷報銷。2004年1月，沃恩表示自己膝蓋的傷勢恐怕對於繼續打棒球不太樂觀。雖然他的經紀人至始至終都沒有對外宣布退休的消息，但沃恩也非常清楚自己無法再繼續在大聯盟打球。

## 生涯打擊成績
| 出賽次數 | 打席 | 打數 | 得分 | 安打 | 二安 | 三安 | 全壘打 | 打點 | 盜壘 | 保送 | 三振 | 打擊率 | 上壘率 | 長打率 | OPS  |
| -------- | ---- | ---- | ---- | ---- | ---- | ---- | ------ | ---- | ---- | ---- | ---- | ------ | ------ | ------ | ---- |
| 1512     | 6410 | 5532 | 861  | 1620 | 270  | 10   | 328    | 1064 | 30   | 725  | 1429 | .293   | .383   | .523   | .906 |

## 個人生活
1995年7月，沃恩在一次夜店狂歡後，突然在隔天向跟球隊說自己眼睛受傷，決定要缺席兩場比賽。至於具體原因仍不得而知。
1998年1月，沃恩曾酒駕肇事被捕，並且在清醒度測試中不配合警方調查。不過他在3月在陪審團審判中被宣告無罪。
2009年，沃恩首度獲得名人堂票選資格，但他的得票率僅1.1%。

## 禁藥事件
2007年，在參議員喬治·米切爾公布的米切爾報告中，指出沃恩曾在打職棒期間向前球僮Kirk Radomski購買興奮劑。後來米切爾曾要求沃恩安排時間與他會談，但沃恩從來沒有同意米切爾的請求。

## 外部連結
- 球員資訊和成績在MLB，ESPN，Baseball-Reference，Fangraphs（英文）
- 摩·沃恩在台灣棒球維基館上的頁面（繁體中文）

| 前任： 法蘭克·湯瑪斯 | 美聯單月最佳球員 1996年5月 | 繼任： 馬克·麥奎爾 |